# Zynga
Zynga Inc. /ˈzɪŋɡə/ là một công ty phát triển game trên mạng xã hội được thành lập vào tháng 4 năm 2007 có trụ sở tại San Francisco, California, Hoa Kỳ. Công ty tập trung chính vào mảng di động và các nền tảng mạng xã hội. Zynga tự định nghĩa nhiệm vụ của mình là kết nối toàn thế giới thông qua trò chơi điện tử.
Zynga cho ra mắt game nổi tiếng nhất của mình là FarmVille trên Facebook vào tháng 6 năm 2009, có được 10 triệu người dùng hoạt động hàng ngày chỉ trong 06 tuần. Đến tháng 8 năm 2017, Zynga có hơn 30 triệu người dùng hoạt động hàng tháng (MAU). Năm 2017 các game nổi tiếng nhất của hãng là Zynga Poker và Words with Friends 2 luôn có 57 triệu lượt chơi cùng lúc; và CSR Racing 2 là game đua xe phổ biến nhất trên nền tảng di động. Zynga bắt đầu lên sàn NASDAQ vào ngày 16 tháng 12 năm 2011, với mã cổ phiếu ZNGA.